# Adamawaplatån
Adamawaplatån (engelska: Adamawa Plateau) eller Adamaouamassivet (franska: Massif de l'Adamaoua) är en platå eller bergsområde i Adamaouaregionen i norra Kamerun. Fortsättningen av bergsområdet in i Nigeria går under namnet Gotelbergen. Platån ligger på cirka 1 000 meter över havet och har toppar upp till cirka 2 700 meter över havet.